# 熊野神社の稚児舞 (富山市)
熊野神社の稚児舞（くまのじんじゃのちごまい）は、富山県富山市婦中町中名に伝わる民俗芸能の稚児舞。重要無形民俗文化財。

## 概要
毎年8月25日の熊野神社の秋の大祭に演じられる。宝暦年間に悪疫が流行ったとき、神託を受けた婦負郡坪野村（現・富山市婦中町速星）の村役人であった若林源左衛門が祭事を行ったところ、悪疫は終息し、豊作に恵まれたという草創伝説があり、南都舞楽の系統を引くという。太鼓・笛の囃子、番組の内容は、富山県射水市の「加茂神社の稚児舞」と酷似しているため、相互に交流があったとみられる。太鼓と笛の囃子で、2人で舞う「鉾の舞」、「賀古の舞」、4人で舞う「林歌の舞」、「陪臚の舞」など7種の舞を、室町風の赤い衣装の小学生から選ばれた、大稚児2人、小稚児2人、計4人の稚児が奉納する。8月23日に坪野神明社（富山市婦中町速星）で試楽（試演）が行われている。 なお、稚児たちは神の依り代であり、神事が終わるまで地面を踏んではいけないため、大人が肩に担いで移動する。
加茂神社の稚児舞・明日の稚児舞とともに越中の稚児舞として、1982年（昭和57年）1月14日に重要無形民俗文化財に指定された。2006年（平成18年）には「とやまの文化財百選（とやまの祭り百選部門）」に選定されている。